# Креспи, Эдоардо
Эдоардо Креспи Поцци (итал. Edoardo Crespi Pozzi, 3 октября 1849, Милан — 15 марта 1910) — итальянский шахматист, шахматный организатор и меценат.
В 1880 году основал Миланское шахматное общество. Был чемпионом общества, а с 1883 года — его президентом.
В 1881 году занял 4-е место в 3-м национальном турнире (сейчас считается неофициальным чемпионатом Италии). В этом турнире впервые применил вариант французской защиты 1. е4 е6 2. d4 d5 3. Кс3 Кf6 4. Сg5 Се7 5. С:f6 С:f6 6. Кf3. Позже немецкий теоретик О. Кордель назвал это продолжение вариантом Фрица (на основе партии Фриц — Мэзон, 3-й конгресс Германского шахматного союза, Нюрнберг, 1883 г.). Креспи долго оспаривал авторский приоритет.
Позже сыграл ряд матчей с сильными немецкими мастерами. Много лет участвовал в местных итальянских соревнованиях. Незадолго до смерти завещал свою коллекцию шахматной литературы миланской библиотеке «Braidense». Также Креспи оставил средства на проведение турнира собственного имени. Три таких турнира сейчас считаются неофициальными чемпионатами Италии.

## Спортивные результаты
| Год  | Город   | Соревнование                             | + | − | = | Результат    | Место |
| ---- | ------- | ---------------------------------------- | - | - | - | ------------ | ----- |
| 1881 | Милан   | 3-й национальный турнир                  |   |   |   |              | 4     |
| 1885 | Милан   | «Турнир патриотов» (чемпионат Ломбардии) |   |   |   |              | 1     |
| 1888 | Берлин  | Матч с Т. Шеве                           | 1 | 4 | 0 | 1 : 4        |       |
|      | Берлин  | Матч с М. Гармонистом                    | 1 | 2 | 4 | 3 : 4        |       |
| 1889 | Кельн   | Матч с Ф. Гутмайером                     |   |   |   | Матч выигран |       |
|      | Кельн   | Матч с Гауптманом                        |   |   |   | Матч выигран |       |
| 1901 | Венеция | Турнир итальянских шахматистов           |   |   |   |              | 2     |